# 윈도 시스템

디스플레이 서버.

창의 기본 요소..

윈도 시스템(window system)은 기본 변형들 가운데 하나인 창을 추가하는 그래픽 사용자 인터페이스 (GUI)이다. 보통 더 넓은 데스크톱 환경의 일부이다.
프로그래머의 관점에서 윈도 시스템은 글꼴 렌더링, 화면의 줄 그리기와 같은 그래픽 요소를 추가함으로써 그래픽 하드웨어 작용을 효과적으로 제공하는 것이다.
윈도 시스템은 컴퓨터 사용자가 여러 프로그램을 한 번에 실행할 수 있게 해 준다. 각 프로그램은 한 화면에서 저만의 (보통) 사각형 창에서 실행된다. 대부분의 윈도 시스템은 창이 겹치게 하고, 사용자가 창 이동/크기 조정, 최소화/최대화, 창을 전경으로 보내기와 같은 표준 기능을 수행할 수 있게 한다.
X 윈도 시스템과 같은 일부 윈도 시스템은 네트워크 투명도와 같은 고급 기능을 갖추고 있으며 사용자가 그래픽 응용 프로그램을 원격 컴퓨터에서 실행할 수 있게 해 준다. 게다가 X 윈도 시스템은 그래픽 사용자 인터페이스의 모습과 느낌에 대한 특정한 정책을 추가하지는 않는다.

## 같이 보기
- 위젯 도구 모음
- 데스크톱 환경